# تيسا هادلي
تيسا هادلي (بالإنجليزية: Tessa Hadley)‏ (28 فبراير 1956، برستل في المملكة المتحدة)؛ روائية بريطانية.